# Museo degli strumenti musicali popolari
Il Museo degli strumenti musicali popolari, raccoglie nell'antica canonica di Santa Brigida in Roncegno Terme (provincia di Trento) circa 1000 strumenti musicali etnici e popolari, in rappresentanza di 53 nazioni dei cinque continenti.

## Storia
La mostra di strumenti musicali popolari si configura come sfondo di un progetto di maggior respiro del Coro San Osvaldo di Roncegno Terme, ovvero quello di dare l'avvio ad un'accademia musicale che abbia un particolare legame con la tradizione popolare. L'attività del Museo ha avuto inizio nel 2011 con una prima esposizione di strumenti nelle sale al piano inferiore, che si è con gli anni evoluta ed ampliata fino ad occupare tutta la canonica di S. Brigida. Tutti gli strumenti ospitati al Museo provengono da collezioni private e sono messi a disposizione da un nutrito gruppo di donatori.

## Il Museo e il Parco Musicale
L'esposizione si estende su 7 sale tematiche, dando al visitatore la possibilità di effettuare un giro del mondo virtuale attraverso gli strumenti e la musica dei popoli.
Gli strumenti esposti sono accomunati dalla fabbricazione artigianale: fini decori realizzati a mano, materiali locali ed in alcuni casi materiali del tutto naturali.
Una delle 7 sale è dedicata a Roncegno e contiene strumenti musicali appartenuti alle comunità di Roncegno Terme, Santa Brigida e dintorni o, in alcuni casi, costruiti da personaggi locali con materie prime del territorio roncegnese; ospita inoltre una mostra fotografica di personalità e momenti di vita musicale del luogo.
All'esterno dell'area museale sorge uno splendido parco con vista sulla valle. 5 aree tematiche in cui i suoni entrano in simbiosi con la natura. Il visitatore, aggirandosi tra il frutteto, il giardino fiorito, il giardino musicale, le erbe aromatiche e il roseto potrà quindi avere uno spaccato a 360° del senso estetico del bello: suoni, colori, odori della natura.